# Humphrey Bogart
Humphrey DeForest Bogart (New York, 1899. december 25. – Los Angeles, 1957. január 14.) Oscar-díjas amerikai színész. Védjegye volt a nyers, cinikus és szűkszavú stílus, modora és tehetsége Hollywood aranykorának legnépszerűbb férfisztárjává avatta. Ő az első az Amerikai Filmintézet AFI's 100 Years... 100 Stars című, a 25 legnagyobb férfi filmlegendát felsoroló listáján.
Legismertebb szerepe Rick Blaine volt a Casablanca (1942) című filmben, valamint legendás párost alkottak több filmen át majdani feleségével, Lauren Bacall-lal.

## Élete
Családja holland eredetű, felmenői az első állandó észak-amerikai telepesek között voltak. New York előkelő negyedében, egy ismert sebész és egy grafikusművész gyermekeként nőtt fel két húgával együtt. Apjától megtanult sakkozni és vitorlázni, amit élete végéig magas fokon űzött. A massachusettsi Andover Akadémián töltött röpke félév után 1918 májusában besorozták a haditengerészethez. A legenda szerint itt szerezte a felső ajkán látható forradást, amikor az őrizetére bízott rab szökni próbált, és szájon vágta őt a bilinccsel. A történet szerint Bogart mit sem törődve sérülésével vakmerően a szökevény után vetette magát és elfogta a menekülőt. Egy prózaibb változat szerint a sebet 12 éves korában ejtette rajta egy jókora, hegyes fadarab.

### Karrier

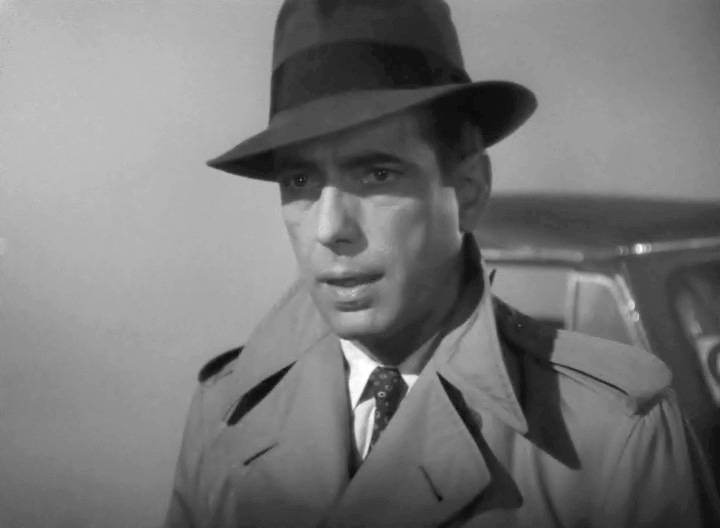
Humphrey Bogart a Casablancában (1942)

Bogart művészi karrierje 1920-ban kezdődött, amikor Alice Brady színésznő felfedezte tehetségét. Első szerepében, japán pincérként még csak a családját és a barátait kápráztatta el, a kritikusok egyelőre nem figyeltek fel rá.
Számos színpadi- és filmszerep után 1934-ben jött el az áttörés, amikor Arthur Hopkins rendező-producer az Elvarázsolt erdő című filmjéhez szerződtette Duke Mantee, a szökött gyilkos szerepére. Bogart feltűnése a színen erőteljes hatással volt a nézőtérre. Jéghideg tekintete, görnyedt tartása és gesztusai meggyőzték a közönséget, hogy valóban egy gyilkost látnak, pedig még meg sem szólalt. Bogart egyénisége és képességei annyira hatásosak voltak, hogy a Warner Brothers állandó szerződést írt alá vele. Ettől kezdve folyamatosan gengszter-szerepek következtek, melyeket kivétel nélkül hibátlanul alakított.

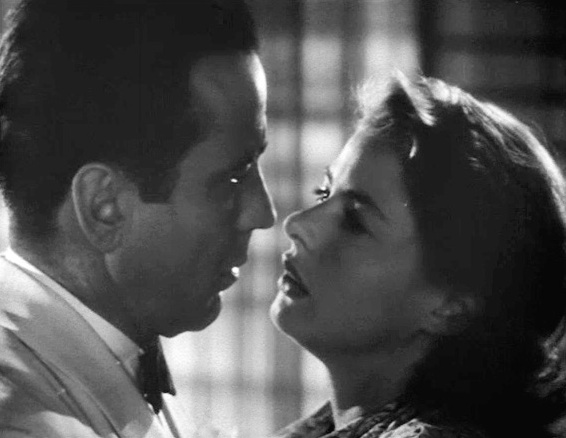
Humphrey Bogart és Ingrid Bergman a Casablancában (1942)

A Magas Sierra című filmet Raoul Walsh rendezte, a forgatókönyvet Bogart ivócimborája és barátja, John Huston írta. Évekkel később rátalált A máltai sólyom (1941) főszerepe. A magándetektív Sam Spade megformálása, mely a rafináltság, sárm és becsületesség izgalmas keverékét eredményezte, lenyűgözte a nézőket. Ezzel egy időben zajlott a Casablanca című háborús románc szereplőválogatása, melynek során Bogart mellé a fiatal svéd szépséget, Ingrid Bergmant választották ki. Végül olyan alkotás született, amelyet ma is minden idők legjobb filmjei között jegyeznek. A Casablancát 1943 januárjában mutatták be és óriási kasszasikert hozott. A szakmai elismerés sem maradt el: Az Oscar-díj átadáson az alkotók besöpörték a legjobb film, a legjobb forgatókönyv és a legjobb rendezés díját, de a mű öt további jelölést is hozott, többek között Bogart számára a legjobb színész kategóriában. A Casablanca azon ritka filmek egyike, amelynek egyes jeleneteit más filmesek filmjeikben idézni szokták (pl.: Woody Allen: Játszd újra, Sam!; Emir Kusturica: Macska-jaj, stb.).

### Bogart és Bacall
Egy évvel később a Warner Brothers a feltörekvő ifjú csillagot, Lauren Bacallt rendelte Bogart partnerének az Ernest Hemingway regénye alapján készült Martinique-ben. Amikor a két színész először találkozott, Bogart így szólt Bacall-hoz: „Nagyon jól fogjuk érezni magunkat együtt”', és ennél találóbbat nem is mondhatott volna. 1945. május 21-én Ohióban összeházasodtak. Bogart és Bacall 160 000 dollárért vásárolt egy fehér tégla kúriát Holmby Hills-en, egy fényűző környéken Beverly Hills és Bel-Air között. Bogart és Bacall két Jaguar márkájú autót birtokolt és 3 boxer kutyát. Élvezték a szomszédaik társaságát, különösen Judy Garlandét. Bogart az apaszerepet is megismerhette, bár ez már a negyedik házassága volt. Mikor első gyermekük, Stephen megszületett, Bogart már 49 éves volt. Bogart alkalmatlannak érezte magát az apaságra. „Mit csinálsz egy gyerekkel?” – kérdezte egy barátjától – „Ők nem isznak”. 1952-ben, megszületett második gyermekük, Leslie (egy lány, aki a színész Leslie Howard után kapta a nevét).
1947-ben forgatta A Sierra Madre kincsét, a következő évben pedig a Key Largót. Az igazi nagy dobás 1952-ben érkezett el, amikor Katharine Hepburn partnereként az Afrika királynőjé-ben megformált szerepért elnyerte a legjobb színész Oscar-díját. Olyan riválisok mellett, mint Marlon Brando, akit A vágy villamosa főszerepéért jelöltek. Az Afrika királynője az év egyik legnagyobb kasszasikere lett, a New York Times kritikusa így nyilatkozott: „Minden bizonnyal ez Bogart pályafutásának legjobb alakítása. Kitűnően formálja meg a férfit, aki csupán a felszínen nyers, de a zord külső érző szívet és jóságot takar.”
Ezt követően Bogart még számos sikerfilmben bukkant fel, többek között a Sabriná-ban (1954), Az Isten bal kezé-ben (1955) és a Reménytelen órákban (1955).
Töretlen karrierje azonban 1957. január 14-én megszakadt. Egész életében erős dohányos volt, és szervezete végül feladta a küzdelmet a nyelőcsőrák ellen. Füstszűrő nélküli Chesterfields cigarettát szívott és gyakran erősen ivott, ha nem dolgozott. A betegségéről szinte sohasem beszélt, és nem volt hajlandó orvoshoz menni 1956 januárjáig, azután pedig a nyelőcsövének, két nyirokcsomójának és egy bordájának az eltávolítása már túl kevés volt és túl későn történt.
Katharine Hepburn és Spencer Tracy meglátogatták. Bogart túl gyenge volt, felkelt és leült a lépcsőfok tetejére. Megpróbált ezen viccelődni: "Tegyetek bele a zsúrkocsiba és leszáguldok az első emeletre. Gyerünk, kicsi vagyok, beleférek."
Hepburn így írta le az utolsó találkozását Bogarttal: "Spence megveregette a vállát és azt mondta, 'Jó éjt, Bogie.' Bogie lesütötte a szemeit, nagyon csendesen és szívből jövő mosollyal megfogta Spence kezét és azt mondta, 'Viszlát, Spence.' Spence szíve összecsavarodott a meghatottságtól. Értette őt."
Bogart szüntelenül törekedett rá, hogy a színművészete tökéletes legyen. 81 filmen átívelő pályafutása során egyetlenegyszer sem késett a forgatásról, szerepeit pedig mindig lelkiismeretesen megtanulta. Nem számított, hogy milyen magánjellegű problémái voltak, ez soha nem befolyásolta a munkáját. Azt vallotta, hogy a közönség mindig kifogástalan alakítást érdemel.

„Sosem lett volna szabad a whiskiről a martinire váltanom.”

– Humphrey Bogart

## Érdekességek
- Az Empire magazin 1997 októberében minden idők 100 legnagyobb filmsztárja között a 9. helyre sorolta.
- Az Amerikai Filmintézet szerint az 1. helyet foglalja el a legjelentősebb filmszínészek rangsorában, a Casablanca pedig a 100 legjobb amerikai szerelmi történet listáját vezeti.
- 1950-es években Bogart gyakran járt bárokba és klubokba. 1950-ben Bogart és barátja, Bill Seeman megérkeztek a New York-i El Morocco Clubba éjfél után. Bogart vett két óriási játék pandamackót a fiának, Stephennek. Megtámasztották a medvéket egy külön széken, és a két férfi elkezdett keményen inni. Két fiatal nő meglátta a pandákat. Az egyik felemelte az egyik medvét. Bogart nagyon dühös lett és megütötte a lányt, aki elesett. A lány barátnője felvette a másik pandát, Bogart mondott valami kegyetlent, amire odajött a lány barátja, aki a hely kidobóembere volt. Ezután összeverekedtek. Bogartot, Seemant és a pandákat kidobták a El Morocco bárból, ahová sosem tértek többet vissza.
- Bogart az Egyszer lenn, egyszer fenn című filmben elhangzott híressé vált bonmot-ra utalva – „Ha akarsz tőlem valamit, csak füttyents egyet!” – az életben egy aranysíppal lepte meg Bacallt.
- 2006. június 24-én az Upton West Side egy részét átnevezték "Humphrey Bogart Place"-nak a tiszteletére.
- A "Bogie" becenevet jóbarátjától, Spencer Tracytől kapta.

## Válogatott filmjei

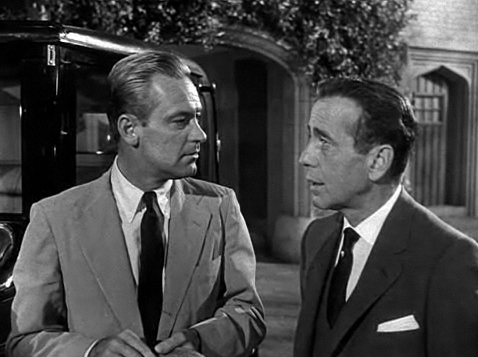
William Holden és Humphrey Bogart a Sabrina (1954) c. filmben

- Annál súlyosabb a bukásuk... (1956)
- A félelem órái (1955)
- Az Isten bal keze (1955)
- Nem vagyunk angyalok (1955)
- Mezítlábas grófnő (1954)
- Sabrina (1954)
- Zendülés a Caine hadihajón (1954)
- Ördögi kör (1953)
- Lapzárta (1952)
- Afrika királynője (1951)
- Sirokkó (1951)
- Magányos helyen (1950)
- Kopogj valamelyik ajtón! (1949)
- A Sierra Madre kincse (1948)
- Key Largo (1948)
- Gyanúba keveredve (1947)
- Sötét átjáró (1947)
- Hosszú álom (1946)
- Konfliktus (1945)
- Egyszer lenn, egyszer fenn (1944)
- Átkelés Marseille-be
- Szahara (1943)
- Casablanca (1942)
- Túl a Csendes-óceánon (1942)
- Minden az éjszaka miatt (1942)
- A máltai sólyom (1941)
- Magas-Sierra (1941)
- Éjszaka az úton (1940)
- Orchidea testvér (1940)
- A viharos húszas évek (1939)
- Sötét győzelem (1939)
- Az oklahomai kölyök (1939)
- Későn jött boldogság (1939)
- A megkövült erdő (1936)